# Marcos Valério Fernandes de Souza
Pour les articles homonymes, voir Fernandes.
Marcos Valério Fernandes de Souza (né le 29 janvier 1961) est un entrepreneur brésilien du bouquet publicitaire, fait nationalement connu à son implication dans le Scandale des mensualités. Il est propriétaire de deux agences de communication, à ADN et à la SMPB.
Valério est resté assez connu pendant la crise politique dans le commencement de juin, quand le député Roberto Jefferson (PTB-RJ) a fait ses déclarations initiales un schéma de paiement de mensualités aux députés brésiliens.
Il est accusé d'être l'opérateur principal du schéma de paiement de mensualités.